# Révision du groupe des Anacardiacées
Révision du groupe des Anacardiacées (abreviado Rev. Anacardiac.) es un libro con ilustraciones y descripciones botánicas que fue escrito por el doctor en medicina, farmacéutico, y botánico francés Nestor Léon Marchand y publicado en Paris, Londres, Madrid, New York en el año 1869.